# Lessebo (comune)
Lessebo è un comune svedese, situato nella contea di Kronoberg. Il suo capoluogo è la cittadina omonima.

## Località
Nel territorio comunale sono comprese le seguenti aree urbane (tätort):
| # | Località   | Popolazione |
| - | ---------- | ----------- |
| 1 | Hovmantorp | 3.001       |
| 2 | Lessebo    | 2.623       |
| 3 | Kosta      | 941         |
| 4 | Skruv      | 516         |